# Claymore (épée)
Pour les articles homonymes, voir Claymore.
Une claymore (du gaélique écossais claidheamh-mòr, « épée-grande ») est une large et grande épée à une main et demie ou 2 mains  qui était utilisée par les Highlanders, les guerriers écossais.

## Historique et évolution

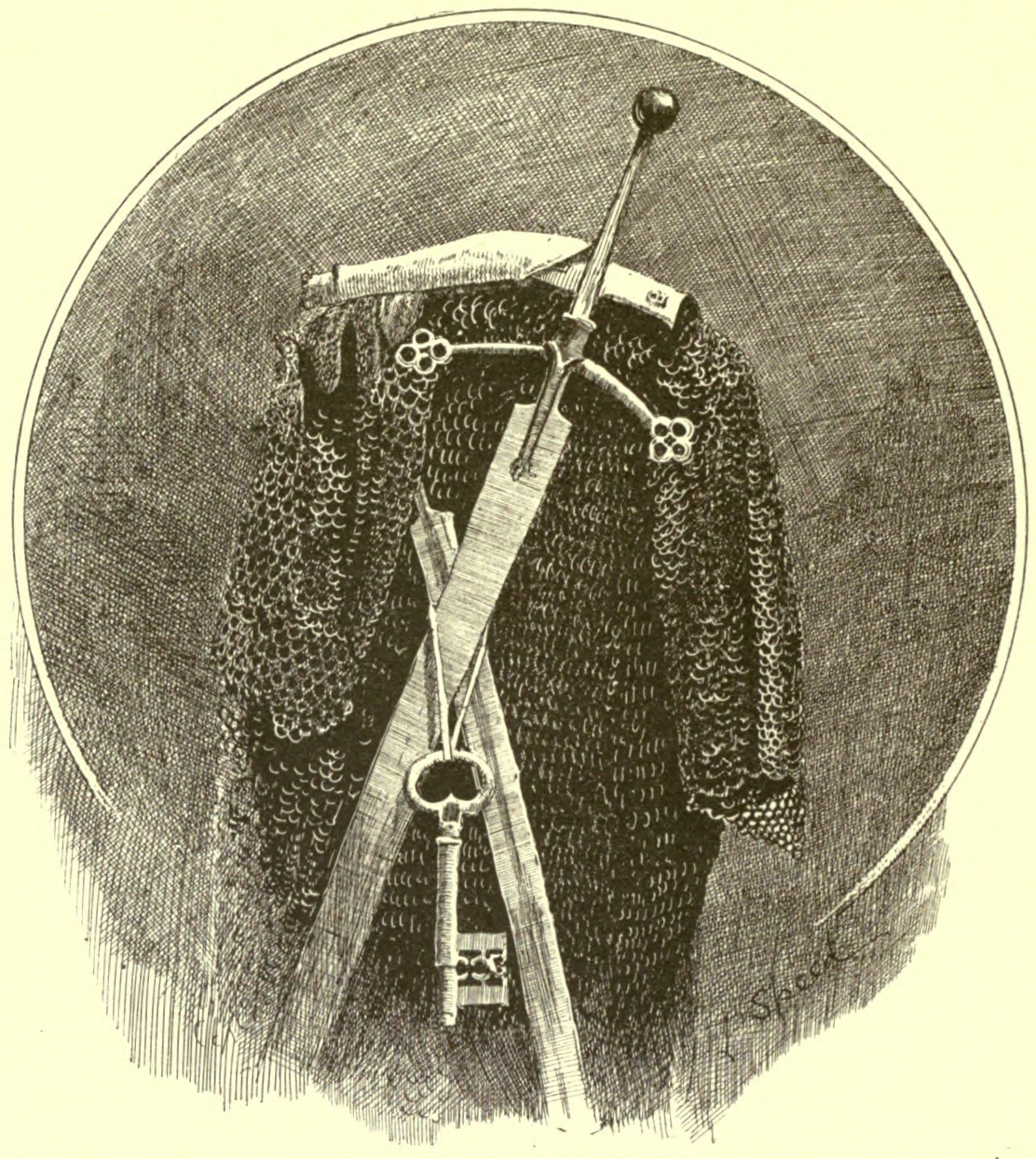
Gravure d'une claymore et d'une armure au château de Dunvegan.

Elle est apparue au XIVe siècle (bien que des exemplaires datent de la fin du XIIIe siècle) et fut utilisée jusqu'au XVIIIe siècle. Elle mesure environ 1,30 mètre de long (1 mètre de lame pour 30 centimètres de poignée). Les claymores ont la particularité d'être « courtes » pour des épées à deux mains. Dans la classification d'Oakeshott, la claymore a une lame de type XIIIa (elle n'est donc pas si longue, comme en témoignent les commentaires d'Oakeshott sur ce type de lames : entre 80 et 100 cm pour la majorité des cas).[réf. nécessaire]
La poignée se distingue par deux longs quillons souvent terminées par un trèfle à quatre feuilles.

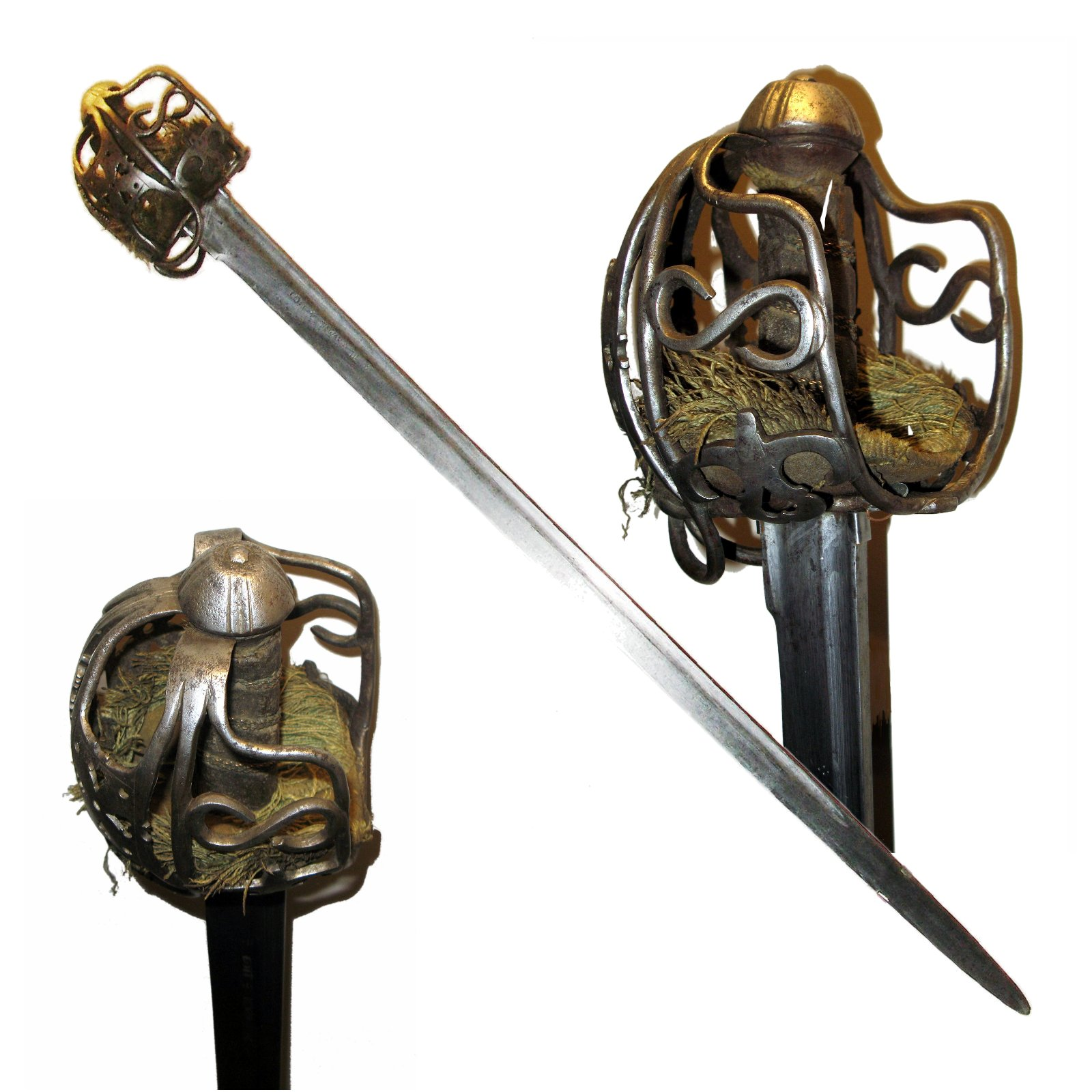
Broadsword, vers 1700.

Vers le XVIIe siècle, le terme désigne une épée large à garde à panier doublée de tissu, possédant un ou deux tranchants.
On note également à partir de cette époque l'apparition du terme broadsword pour qualifier cette arme.

## Symbolique
L'épée a servi de nom et de logo pour une équipe de football américain, les Scottish Claymores basée en Écosse, ayant participé à la NFL Europe avant sa disparition en 2005.
À la WWE le catcheur Drew McIntyre utilise une claymore pendant son entrée.